# 喝采 (歌曲)
《喝采》，又名《鼓舞》，電影《喝采》主題曲，由鄭國江填詞、Chris Babida編曲、陳百強作曲並演唱，收錄於陳百強1980年的粵語專輯《幾分鐘的約會》，是陳百強的其中一首代表作，亦是香港樂壇其中一首最著名的勵志歌曲。
此曲是一首以G大調寫成、BPM 80、4/4節拍勵志曲。

## 創作背景
《喝采》是陳百強首部主演的電影《喝采》的主題曲，是一首勵志歌曲。電影先於唱片推出，在電影中這首歌名叫《鼓舞》，基於可以藉助電影的知名度為唱片宣傳，故當時唱片公司選擇以電影名稱作為唱片中的歌曲名稱。這首歌是陳百強早期十分成功的一首勵志歌曲，到了現在仍是一首家傳戶曉的流行曲。亦從這首歌開始，陳百強進入了另一個以勵志歌成為自己歌曲的特色的時代。

## 反響與評價
《喝采》獲得港台「中文歌曲龍虎榜」1981年第1周冠軍。
陳慧嫻在2008年「活出生命II」演唱會中演唱《喝采》后透露陳百強是她中學時期的偶像，電影《喝采》亦是她唯一一部翹課去看的戲。
鄭秀文在2021年的「Listen to Mi Birthday Gig」音樂會中演唱並透露《喝采》是她喜歡在卡拉OK中唱的歌曲，此曲能為自己打氣，也能為他人鼓舞。

## 翻唱版本
| 年份 | 歌手                                            | 場合/專輯                                        |
| ---- | ----------------------------------------------- | ------------------------------------------------ |
| 1983 | 劉德華                                          | 無線電視「K-100」節目                            |
| 1985 | 張國榮                                          | 張國榮1985百爵夏日演唱會                         |
| 1992 | 邰正宵、蔡幸娟                                  | 國語版《為我喝采》，收錄於邰正宵《為我喝采》專輯 |
| 1994 | 香港電台DJ                                      | 《紫色的回憶》合輯                               |
| 1994 | 蘇有朋                                          | 陳百強金曲紀念演唱會                             |
| 2000 | 陳綺貞&陳珊妮                                   | 陳綺貞2000香港演唱會                             |
| 2002 | 容祖兒＆陳冠希                                  | 無線電視「萬眾同心公益會」                       |
| 2002 | 李麗蕊                                          | 有Folk氣非一般民歌演唱會                         |
| 2008 | 陳慧嫻                                          | 陳慧嫻活出生命II演唱會                           |
| 2009 | 陳慧嫻＆周慧敏                                  | 演藝界512關愛行動                                |
| 2009 | 劉德華＆鄭秀文                                  | 8.8水災關愛行動                                  |
| 2010 | 呂珊                                            | 超級呂聲呂珊演唱會                               |
| 2011 | 張智霖＆梁漢文                                  | 無線電視「勁歌金曲」                             |
| 2012 | 黃凱芹                                          | 黃凱芹True Colors 25週年演唱會                   |
| 2012 | 吕珊                                            | 《Phases of Love》專輯                           |
| 2014 | 陳果                                            | 《喝彩》專輯                                     |
| 2014 | 鄭俊弘&許廷鏗                                   | 無線電視「星光熠熠耀保良」                       |
| 2017 | 林一峰                                          | 無線電視「流行經典50年」                         |
| 2017 | 趙小婷                                          | Youtube Pamsmusic (微改詞版)                     |
| 2017 | 吳若希、胡鴻鈞、鄭俊弘                          | 無線電視「善心滿載仁愛堂」                       |
| 2018 | Robynn & Kendy                                  | 高歌陳百強演唱會                                 |
| 2019 | 馬德鐘                                          | 無線電視「香港唱好演唱會」                       |
| 2019 | 陳松伶                                          | 無線電視「流行經典50年」                         |
| 2021 | 冼靖峰、姚焯菲、炎明熹、 何晉樂、鍾柔美、文凱婷 | 無線電視「明愛暖萬心」                           |
| 2021 | 鄭秀文                                          | 鄭秀文「Listen to Mi Birthday Gig」音樂會        |
| 2022 | 林智樂                                          | 港台電視「港樂 · 講樂」                          |
| 2022 | 施匡翹 、黃劍文                                 | 無線電視「我們的主題曲」EP3                      |
| 2024 | 肥媽                                            | 湖南衛視「聲生不息 · 大灣區季」EP4               |